# Erzbistum Hangzhou
Das Erzbistum Hangchow (lat. Archidioecesis Hamceuvensis) ist ein in der Volksrepublik China gelegenes Erzbistum der Römisch-Katholischen Kirche.

## Geschichte
Das Gebiet des Erzbistums war bis in die 1950er Jahre eine Mission der Vinzentiner. Es wurde am 10. Mai 1910 als Apostolisches Vikariat West-Chekiang (Ce-Kiam Occidentale) begründet, am 3. Dezember 1924 in Apostolisches Vikariat Hangchow umbenannt und am 11. April 1946 zum Erzbistum und Metropolitansitz erhoben.

## Ordinarien

### Apostolischer Vikar von West-Chekiang
- Paul-Albert Faveau CM (1910–1924)

### Apostolische Vikare von Hangzhou
- Paul-Albert Faveau CM (1924–1937)
- Jean-Joseph-Georges Deymier CM (1937–1946)

### Erzbischöfe von Hangzhou
- Jean-Joseph-Georges Deymier CM (1946–1956)
  - Matthias Wu Guo-huan (1960–1990; ohne Zustimmung des Heiligen Stuhls)
  - John Zhu Fengqing (1988–1997; ohne Zustimmung des Heiligen Stuhls)
  - Matthew Cao Xiangde (2000–2021; ohne Zustimmung des Heiligen Stuhls, Bischofsweihe 2008 anerkannt)
- Joseph Yang Yongqiang (seit 2024)